# Piemont
Piemont (v italijanskem izvirniku Piemonte [pjemònte], piemontsko Piemont) je ena od dvajsetih dežel, ki sestavljajo Italijo. Na severu meji z deželo Dolina Aoste in Švico, na vzhodu z Lombardijo, na jugu z Ligurijo in na zahodu s Francijo. Deli se na osem pokrajin: Alessandria (190 občin), Asti (118 občin), Biella (82 občin), Cuneo (250 občin), Novara (88 občin), Torino (315 občin), Verbano-Cusio-Ossola (77 občin), Vercelli (86 občin). Skupaj ima 4,4 milijone prebivalcev.

## Toponim
Ime Piemont izhaja iz srednjeveške latinske Pedemontium ali Pedemontis, se pravi ad pedem montium, kar pomeni "ob vznožju gore" (potrjena v dokumentih iz konca 12. stoletja).

## Zemljepisna lega
Dežela je delno gričevnata (30 %) in ravninska (26 %), a skoraj polovica dežele (44 %) leži v gorah, po večini v Alpah, saj odpade na Apenine le manjše ozemlje na jugovzhodni meji. Ta lega je dala tudi ime deželi: a pie' del monte pomeni namreč ob vznožju gore. Predalpskega gorovja ni. Alpe tod z večino vrhov presežejo 3000 metrov (Monte Rosa 4634 m, južno pobočje Gran Paradisa, ki se v Aosti dvigne do 4061 m, Monviso 3841 m, Ciamarella 3676 m, Monte Leone 3552 m) in se ponekod strmo spuščajo v dolino, drugje pa postopoma preidejo preko gričevja do Padske nižine. Gričevnata področja so v glavnem štiri: na severozahodu Canavese, na jugozahodu Langhe in Roero, na jugu Monferrato. Dežela je orografsko podobna podkvi, ki je na vzhodu odprta: reka Pad, ki izvira v zavetju "podkve", teče preko odprtine na vzhod, skozi ves polotok, proti Jadranskemu morju. Ta gorati obroč je ustvaril nešteto dolin, ki iz središča dežele segajo na vse strani. Večje doline so (od meje z Lombardijo proti jugu): Val d'Ossola, Valsesia, Valle Cervo, Valchiusella, Valli di Lanzo, Val Susa, Valle Po (izvir Pada), Val Varaita, Val Bormida, Valle Scrivia. Po vseh potekajo reke in hudourniki, ki se izlivajo v Pad. Poleg Pada so večje reke še: Tanaro, Ticino, Dora Baltea, Agogna, Sesia, Dora Riparia. V Piemontu je tudi več jezer: Lago Maggiore na meji z Lombardijo (celotna površina 212 km²), Lago d'Orta (18 km²), Lago di Viverone (6 km²) in druga: manjša gorska jezera, tudi umetna, so večinoma sedež hidroelektrarn.

### Podnebje
Čeprav v deželo ne sega od nikoder vpliv morja, se vendar podnebje ne more smatrati popolnoma celinsko. Na ravninskih področjih je velika razlika med zimskimi in poletnimi temperaturami, od -1 °C do 25 °C. V višjih legah se zimska temperatura postopoma viša, tako da so klimatski pogoji na gričevnatih področjih, še posebno okoli jezer, zelo ugodni. V gorskih predelih je podnebje tipično alpsko. 

### Glavno in večja mesta
| Po št. preb. | Ime              | št. preb. | površina km² | gostota km² | Nadm. višina | Provinca ali metropolitansko mesto |
| ------------ | ---------------- | --------- | ------------ | ----------- | ------------ | ---------------------------------- |
| 1            | Torino           | 895.377   | 130,17       | 6.878       | 239          | TO                                 |
| 2            | Novara           | 104.411   | 103,05       | 1.013       | 162          | NO                                 |
| 3            | Alessandria      | 93.884    | 203,97       | 460         | 95           | AL                                 |
| 4            | Asti             | 76.424    | 151,82       | 504         | 123          | AT                                 |
| 5            | Moncalieri       | 57.060    | 47,63        | 1.197       | 260          | TO                                 |
| 6            | Cuneo            | 56.116    | 119,88       | 468         | 534          | CN                                 |
| 7            | Collegno         | 49.940    | 18,12        | 2.756       | 302          | TO                                 |
| 8            | Rivoli           | 48.819    | 29,52        | 1.653       | 390          | TO                                 |
| 9            | Nichelino        | 48.182    | 20,64        | 2.334       | 229          | TO                                 |
| 10           | Settimo Torinese | 47.704    | 32,37        | 1.473       | 207          | TO                                 |

### Administrativne enote
Piemont je razdeljen na 8 provinc:
| Provinca             | Površina (km²) | št. preb. | gostotna (/km²) |
| -------------------- | -------------- | --------- | --------------- |
| Alessandria          | 3560           | 431.885   | 121,3           |
| Asti                 | 1504           | 219.292   | 145,8           |
| Biella               | 913            | 181.089   | 204,9           |
| Cuneo                | 6,903          | 592.060   | 85,7            |
| Novara               | 1339           | 371.418   | 277,3           |
| Torino               | 6821           | 2.291.719 | 335,9           |
| Verbano-Cusio-Ossola | 2255           | 160.883   | 71,3            |
| Vercelli             | 2088           | 176.121   | 84,3            |

## Zgodovina
Prvi prebivalci dežele so bili Taurini, ligursko pleme, ki so poselili zgornjo Padsko nižino v neolitiku, ko so se ledeniki umaknili na višje lege. Približno v šestem stoletju pr. n. št. je prišlo v deželo keltsko pleme Salasov. Rimljani so podjarmili te kraje že leta 220 pr. n. št., ko so ustanovili koloniji Augusta Taurinorum in Eporedia, to je današnji mesti Torino in Ivrea. Po padcu zahodnorimskega cesarstva so se vrstili na oblasti Burgundijci, Goti (5. st.), Bizantinci in Langobardi (6. st.), nato v osmem stoletju (od leta 773) Franki. V devetem in desetem stoletju so deželo pustošili Madžari in Saraceni. Razdrobljene in obubožane delce dežele je v enajstem stoletju združil torinski grof Olderico Manfredi, čigar hči Adelaida se je leta 1045 poročila s sinom Umberta Biancamano, prvim Savojcem. S tem se je začela širiti dinastija Savojcev, ki je v naslednjih stoletjih postala ena najpomembnejših družin v Evropi.
Leta 1046 je Oton I. Savojski dodal Piemont svojemu glavnemu ozemlju, s središčem v Chambéryju (zdaj v Franciji). Druga področja so ostala neodvisna, kot sta bili močni comuni (občini) Asti in Alessandria in marki Saluzzo in Montferrat. Savojsko okrožje je bilo leta 1416 povzdignjeno v vojvodino in vojvoda Emanuele Filiberto je preselil leta 1563 sedež v Torino. Leta 1720 je Savojski vojvoda postal kralj Sardinije in ustanovil Kraljevino Sardinijo, s čimer se je povečal pomen Torina kot evropske prestolnice.
Republika Alba je bila ustanovljena leta 1796 kot francoska sestrska republika v Piemontu. Nova republika, Piemontska republika, je obstajala med letoma 1798 in 1799, preden so jo okupirale avstrijske in ruske čete. Junija 1800 je v Piemontu ustanovljena tretja sestrska republika, Predalpska republika (Repubblica Subalpina). Pod popoln francoski nadzor je prišla leta 1801 in je bila pripojena Franciji septembra 1802. Na kongresu na Dunaju je bila obnovljena Kraljevina Sardinija, poleg tega je bila okrepljena Republika Genova kot ovira proti Franciji.
Piemont je bil odskočna deska za združitev Italije leta 1859-1861, na podlagi prejšnjih neuspešnih vojn proti avstrijskemu cesarstvu med letoma 1820-1821 in 1848-1849. Ta proces je včasih navedena tudi kot Piedmontizacija. 
Iz hiše Savojskih so prišli italijanski kralji in Torino je za kratek čas postal glavno mesto Italije. Ko se je italijansko glavno mesto preselilo v Firence in nato v Rim, se je upravni in institucionalni pomen Piemonta močno zmanjšal in edino preostalo priznanje zgodovinske vloge Piemonta je bilo, da je bil prestolonaslednik Italije znan kot piemontski princ. Po italijanski združitvi, je bil Piemont ena najpomembnejših regij v prvi italijanski industrializacij. 

## Gospodarstvo
Do združitve z ostalimi predeli Italije je slonelo gospodarstvo Piemonta izključno na kmetijstvu, ki je preživljalo ne samo plemiške veleposestnike, pač pa tudi bogate vojaške in administrativne sloje prebivalstva v državi. Potrebo po spremembi in modernizaciji je razumel Camillo Benso Cavour, ministrski predsednik, ki je leta 1852 uvedel obširno ekonomsko reformo in industrializacijo. Podprl je gradnjo cest in železniških prog, nastanek težke industrije, odpravo mitnine na žito in bonifikacijo kmetijskih ozemelj z gradnjo kanalov in prekopov. Ustanovil je Državno Sardinsko Banko, poznejšo Banca d'Italia, s katero je država jamčila za visoke kredite, ki sta jih nudili Francija in Anglija za kritje stroškov reforme. Čeprav z določenimi težavami, se je na ta način Piemont spremenil v moderno deželo, ki je potegnila za seboj gospodarstvo velikega dela Italije. Pri tem je igrala pomembno vlogo tovarna avtomobilov FIAT, ki je pritegnila visoko imigracijo iz drugih italijanskih dežel, kar je globoko spremenilo socialno in kulturno tradicijo.
Danes je Piemont močno industrializirana dežela. Poleg tovarne avtomobilov se je razvila razvejana industrija avtomobilskih pritiklin, kot so pnevmatike, barve in laki, plastični izdelki in drugo. Zelo razvita je tudi strojna (Olivetti), tekstilna, kemična in živilska industrija. Tekstilna industrija zavzema predelovanje volne (na prvem mestu v državi), bombaža in umetnih vlaken, ki so v zadnjih časih nadomestila svilo.
Nižinski Piemont je rodovitna kmetijska regija. Glavni kmetijski proizvodi so žita, vključno z rižem, ki predstavljajo več kot 10% nacionalne proizvodnje, koruza, grozdje za pridelavo vina, sadje in mleko. Z več kot 800.000 glav živine (v letu 2000), živinoreja zagotavlja polovico končne kmetijske proizvodnje v Piemontu.
Piemont je ena od velikih vinorodnih regij v Italiji. Več kot polovica njegovih 700 kvadratnih kilometrov (170.000 hektarjev) vinogradov je registriranih z oznako DOC (Denominazione di origine controllata- kontrolirano poreklo). Imajo prestižna vina Barolo, Barbaresco iz Langhe bližini Albe in Moscato d'Asti, kot tudi peneče vino Asti iz vinogradov okoli Astija. Avtohtone sorte grozdja so Nebbiolo, Barbera, Dolcetto, Freisa, Grignolino in Brachetto.
Živilska industrija je v prvi vrsti vezana na proizvodnjo riža in slaščic; samo proizvodnja čokolade zaposluje preko 5 tisoč oseb.
Obstajajo povezave s sosednjo Francijo preko predora Fréjus in prelazov Colle di Tenda in Montgenèvre. Piemont je s cestami s Švico povezan preko prelazov Simplon in Veliki sveti Bernard. Švico je mogoče doseči tudi po normalni poti, ki preči vzhodni Piemont, iz Arone in se konča v Locarnu, na meji z Italijo. Letališče v regiji, Torino-Caselle, skrbi za domače in mednarodne lete. Regija ima najdaljše avtocestno omrežje med italijanskimi regijami (okoli 800 km). Izhajajo iz Torina in ga povezujejo z drugimi pokrajinami v regiji, kakor tudi z drugimi regijami v Italiji. V letu 2001 je bilo število osebnih avtomobilov na 1000 prebivalcev 623 (nad državnim povprečjem 575).

### Turizem
Turizem v Piemontu zaposluje 75.534 ljudi v trenutno 17.367 podjetjih, ki delujejo v gostinskem in namestitvenem sektorju, s 1473 hoteli in drugimi turističnimi nastanitvenimi objekti. Regija je skoraj enako priljubljena med Italijani kot tujimi obiskovalci. Tradicionalna turistična območja so jezera s kar 32,84% vseh prenočitev in metropolitansko območje Torina s 26.51%.
Leta 2006 je Torino gostil XX. zimske olimpijske igre in leta 2007 XXIII. zimsko univerzijado. Turizem v Alpah je osredotočen na nekaj visoko razvitih lokacij kot sta Alagna Valsesia in Sestriere.
Razvito je tudi pohodništvo. Okoli leta 1980 je bila ustanovljena pohodniška daljinska pot Grande Traversata delle Alpi (GTA) in kasneje Via Alpina, ki omogočata obisk bolj oddaljenih in redko naseljenih dolin in pogorij. Znane so tudi poti do vrhov, kot Giro di Viso in Giro del Marguareis in poti, ki odpirajo nekatere doline kot Percorsi Occitani v dolini Maira in Alta Via v dolini Susa. Del današnje poti Via Francigena, nekdanja srednjeveška romarska pot iz Francije ali Anglije in kot rimska cesta, poteka skozi Piemont.

## Prebivalstvo
V Pokrajini Torino živi 52 % prebivalstva Piemonta. medtem ko nobeno od ostalih mest ne doseže 100.000 prebivalcev in je gričevje v Monferratu in v Langah skoraj neobljudeno. Zato se upravičeno jemlje Torino kot merilo deželnega življenja sploh. Njegov ekonomski vzpon po drugi svetovni vojni, predvsem razvoj avtomobilske industrije, je priklical v Piemont množice delavcev in tehnikov iz južne Italije in Benečije. Leta 1974 je Torino štel skoraj 1.200.000 prebivalcev. Toda FIAT, ki je v preteklih desetletjih tako uspešno nastopila na domačem trgu, ni bila pripravljena na ekonomsko globalizacijo, ki se je začela oblikovati v zadnjih desetletjih dvajsetega stoletja. Proizvodnja je začela upadati in brezposelnost rasti. Veliko delavcev se je vrnilo v svoje kraje, ki so se bili medtem zadosti razvili, da so nudili ugodnejše življenjske pogoje. Razen tega je tudi onesnaženje zraka prepričalo veliko industrij, da so se umaknile iz območja velikih centrov. Tako je mesto pri zadnjem popisu prebivalstva štelo komaj 900.000 prebivalcev.
Mesto Torino je zraslo ob izlivu Dore Riparie v Pad, saj je prav obilica vode dovoljevala nastanek prvih obrti in nato industrij, kot so bili mlini, kovačnice, pozneje mehanske delavnice in železarne. Toda pospešena rast mesta je povzročila veliko onesnaženje okolja, tudi zaradi relativne bližine vzpetin, ki omejujejo razvoj v širino. Zato so bili industrijski obrati prisiljeni, da se preselijo na manj obljudena področja. To je bilo seveda zelo pozitivno bodisi za čistočo okolja kot za urbanizacijo, toda povzročilo je težke ekonomske posledice, ki so skupno s krizo avtomobilske industrije hudo prizadeli Piemont. Kljub temu, da je Torino še vedno važen industrijski in trgovinski center, mu je iz krize pomogla šele zimska olimpijada 2006, ki je povzdignila mesto v mednarodno turistično središče.

## Izobraževanje
Gospodarstvo Piemonta je navezano na bogato zgodovino odličnega visokega šolstva, vključno z nekaterimi vodilnimi univerzami v Italiji. Tu je sedež znamenite Torinske univerze, Politehnične univerze, Univerze vzhodni Piemont in v novejšem času Medregionalnega kriminalističnega in pravnega inštituta Združenih narodov.

## Zgodovinske in kulturne znamenitosti
Piemont je bogat z umetniškimi in kulturnimi zakladi. Štiri kategorije regionalnih znamenitosti je vključenih na Unescov seznam svetovne dediščine: Savojske rezidence na seznamu od leta 1997 , Svete gore, od 2003 , Prazgodovinska koliščarska naselja okrog Alp, od 2011  in Vinorodna območja Piemonta: Langhe-Roero in Monferrato, od 2014. 
Med najbolj znanimi zgradbami so baročne reprezentančne zgradbe v Torinu: Palazzo Reale, palača Madama, grad Valentino, Guarino Guarinijeva cerkev San Lorenzo s svojo izjemno arhitekturno kupolo in Filippa Juvarre Bazilika Superga s položajem na hribu. Približno 10 kilometrov jugozahodno od Torina se v Stupinigih nahaja tudi Juvarranov letni dvorec (Palazzina di Caccia) Stupinigi, 20 km južno, kraljevski grad Racconigi in severno od Torina kraljeva palača Venaria. Pomembna je tudi stolnica San Giovanni Battista, edina ohranjena renesančna zgradba v mestu, s kapelo sv. Sindona, še eno Guarinijevo mojstrovino, ki pa je bila poškodovana v požaru 1997. Med najpomembnejšimi muzeji v mestu so Museo Egizio, ki predstavlja na svetu najbolj pomembno zbirko egiptovskih starin za Kairskim muzejem, umetniška galerija Galleria Sabauda, v palači Madama se nahaja muzej Civico d'Arte Antica, s svojo zbirko srednjeveške umetnosti, Museo Nazionale del Cinema (filmski muzej) v Mole Antonelliana, simbolu mesta, 167,5 m visoki paviljonu podobni konstrukciji, (prvotno načrtovana kot sinagoga), zgrajeni v 19. stoletju po načrtih Alessandra Antonellija. Značilnost glavnega mesta so tudi številni konjeniški kipi, naj gre za savojske grofe kot je Emanuele Filiberto na Piazza San Carlo, ki je eden najlepših krajev v mestu ali Dioskuroi (Kastor in Poluks) na velikem Piazza Castello. Baročni Torino iz 17. in 18. stoletja, zgrajen po vzoru Pariza, kot novo načrtovano mesto Savojcev in tudi kot predstavitev njihove moči. Zato ima danes mesto enoten izgled. Pred Emanuelom Filibertom I. ki je leta 1563 Torino določil za novo glavno mesto vojvodine, je bilo to precej nepomembno mesto države. 
Hribi Monferrato severno od Astija in vzhodno od Torina navdušujejo s številnimi manjšimi romanskimi samostani in cerkvami, kot je opatija Vezzolano ali cerkve v Montigliu, Montechiaru in Cortazzoneju. Poleg tega sta nekdanja republika Asti (z gotsko stolnico Ss. Maria Assunta e Gottardo) in bližnja Alba čudovit primer starega zgodovinskega mestnega jedra, Casale Monferrato pa ima, kot nekdanje prebivališče markiza Saluzza s sv. Evasiom zanimivo gotsko cerkev.
Proti severu navduši Vercelli v Padski nižini z mogočno baziliko Sant'Andrea, en najstarejših italijanskih cerkva z gotsko notranjostjo in številnimi stolpi, kot je Torre dell'Angelo na Piazza Cavour. V pozni renesansi izvira Sacro Monte di Varallo, kot ena izmed svetih gora na seznamu svetovne dediščine od leta 2003. Nekoliko vzhodno, v bližini Lombardije, se nahaja Novara s srednjeveškim Broletto in baziliko San Gaudenzio z veliko kupolo, ki je še posebej vredna ogleda, slednja tudi v veliki meri delo Antonellija.
Iz obdobja romanike je samostan San Giulio na otoku San Giulio sredi jezera Orta. Na jezeru Maggiore so Boromejski otoki največja znamenitost, predvsem Isola Bella z baročno palačo z vrtovi.
V bližini meje v dolini Aoste (Valle d'Aosta) leži Ivrea s stolnico S. Maria Assunta in s freskami opremljena cerkev San Bernardino, obe umetnostno zgodovinsko posebnega pomena.
V provinci Cuneo (južno od Torina) se nahaja mogočen kraj Saluzzo, značilen predvsem po svojih cerkvah (stolnica S. Maria Assunta, S. Giovanni in S. Bernardino) in njegovim srednjeveškim mestnim izgledom. Prav tako srednjeveški so Savigliano, Fossano, samostan Staffarda in grad Manta s svojimi manierističnimi freskami. Približno 30 km vzhodno od Cunea je monumentalna cerkev Santuario di Vicoforte. 
Zahodno od Torina v dolini Susa, leži romansko-gotski samostan Sant'Antonio di Ranverso s fresko Križanje Giacoma Jaqueriosa, srednjeveško naselje Avigliana in slavni nekdanji benediktinski samostan Sacra di San Michele, ki velja za simbol Piemonta. Vas Chianocco ima grad, uničeno cerkev in romanska utrjeno hišo. Samo mesto Susa ima poleg srednjeveške stolnice tudi nekatere ostanke iz rimskih časov (Avgustov slavolok in Porta Savoia). V bližini prelaza Mont Cenis je romanski samostan Novalesa. Na koncu doline, na meji s Francijo, je trdnjava Exilles, v kateri je od leta 2000 muzej.
V dolini Chisone se nahaja trdnjava Fenestrelle, največja trdnjava v Evropi.

## Unescova dediščina
V Piemontu obstajajo tri enote vpisane vpisane na Unescov seznam svetovne dediščine. To so Rezidence kraljeve družine Savojcev od leta 1997, Svete gore Piemonta in Lombardije od lete 2003 in vinorodna področja Langhe-Roero in Monferrato, od 22. junija 2014.
- Palazzo Reale, Torino
- Palazzo Carignano
- Castello del Valentino
- Lovski dvorec Stupinigi
- Reggia di Venaria Reale
- Palazzo Madama, Torino
- Villa della Regina
- Castello di Racconigi
- Castello di Pollenzo
- Vinorodni okoliš Piemonta: Langhe-Roero in Monferrato